# 威廉山 (南極洲)

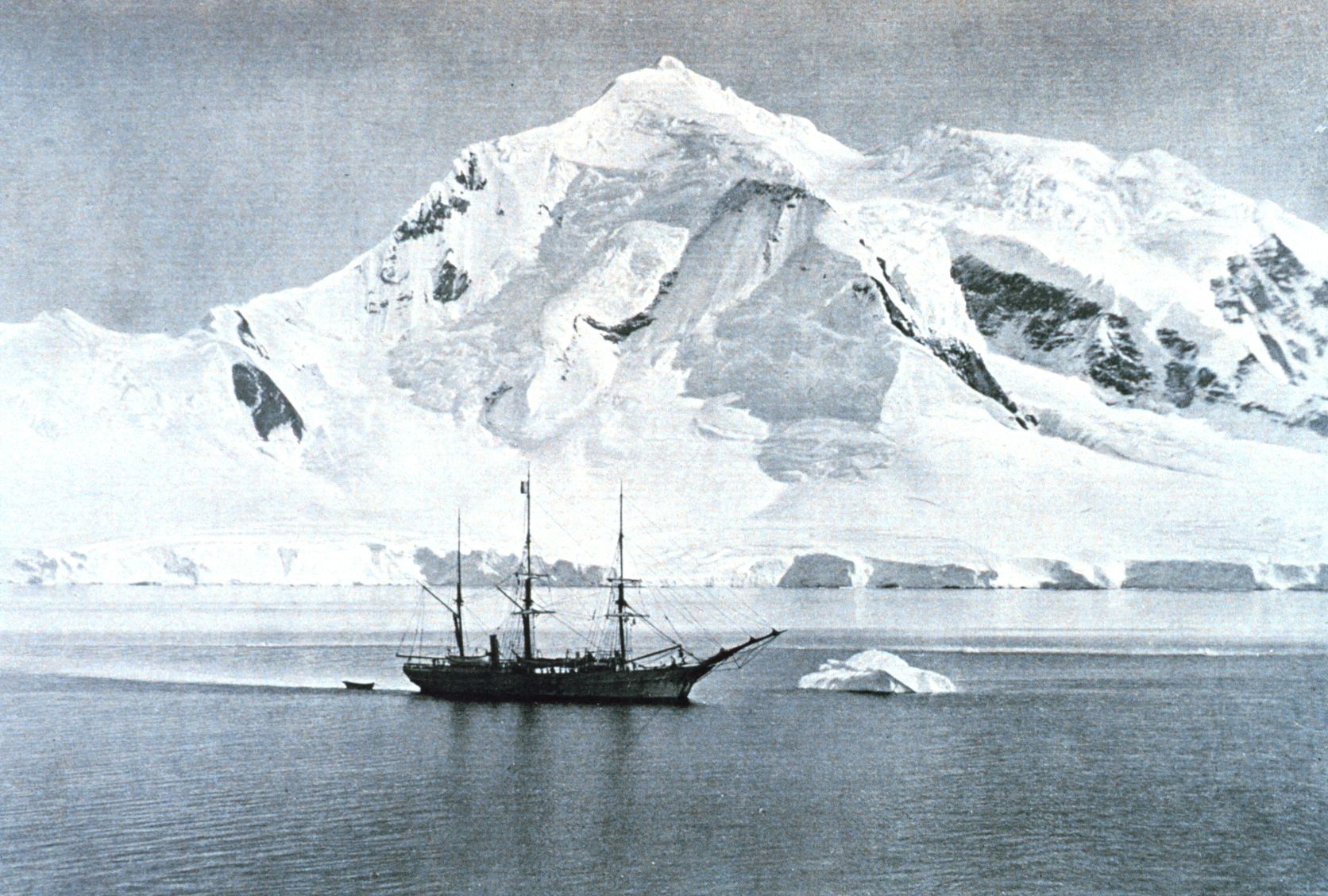

64°47′S 63°41′W / 64.783°S 63.683°W
威廉山（英語：Mount William）是南極洲的山峰，位於帕默群島中昂韋爾島最南端，海拔高度1,600米，由英國探險家在1832年2月21日發現，以英國國王威廉四世命名。